# По земле Сампо

Логотип гонки

По земле́ Са́мпо — международная гонка на собачьих упряжках на короткие и средние дистанции, проводимая в России в Республике Карелия. Учредители: Государственный комитет Республики Карелия по делам молодёжи, физической культуре, спорту и туризму. Первые соревнования были проведены 21-22 января 2012 года. Также в рамках соревнований проводится Чемпионат России по гонкам на собачьих упряжках на средние дистанции по версии Российской Кинологической Федерации (РКФ). Протяжённость самого длинного состязания гонки 120 км (три этапа по 40 км за три дня).
Основной инициатор проведения, учредитель и разработчик маршрутов — туристическая фирма «Скифы Тур» в лице основного координатора гонки — путешественника и полярного гида В. А. Симонова. Фирма имеет собственный питомник по разведению собак северных ездовых пород и организовывает туристические поездки по Карелии, в том числе и на ездовых собаках, проводит занятия с детьми в рамках канистерапии (лечения при помощи собак). За два дня проведения первой в России гонки на средние дистанции «По земле Сампо», соревнования посетили более 6000 зрителей. В состязаниях приняли участие 40 спортсменов из 11 российских регионов, в том числе из Ростовской области и Хабаровского края.
В январе 2013 года впервые в России был проведён этап Кубка Мира по гонкам на собачьих упряжках на средние дистанции.

## Основное положение

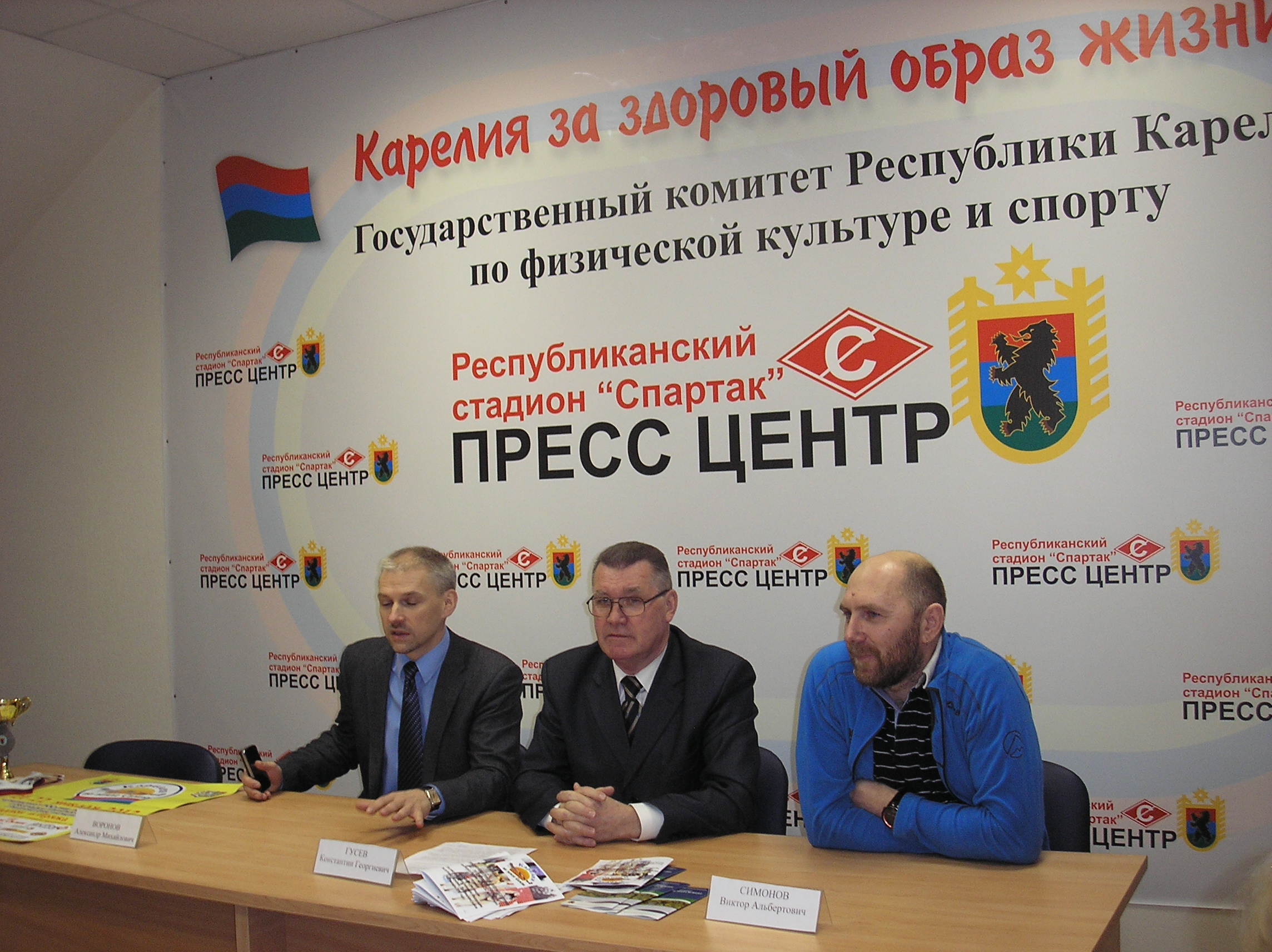
Пресс-конференция в Петрозаводске

Проведение гонки является ежегодным и способствует популяризации и развития гонок на собачьих упряжках, а также ездового спорта в России. Организаторы декларируют такие цели проведения соревнований:
- Пропаганда здорового образа жизни.
- Выявление сильнейших спортсменов.
- Подтверждение рабочих качеств собак.
- Развитие взаимодействия между спортивными и кинологическими организациями Российской Федерации.
- Возрождения и сохранения уникальной национальной культуры и природного потенциала Русского Севера.

Согласно программы организаторов, гонка на средние дистанции проводится в несколько этапов. Продолжительность дистанции одного этапа — 40 километров, периодичность — один этап в день. Этапов может быть до трёх, количество собак в упряжках от шести до двенадцати. Параллельно проводятся состязания по гонкам на короткие дистанции с количеством собак от четырёх до шести, соревнования по скиджорингу и любительские старты на упряжках. В дисциплине «скиджоринг» присутствует разделение на мужские и женские классы при наличии в каждом не менее трёх участников. Категории собак подразделяются на общие и чистопородные. Соревнования проводятся в соответствии с правилами Международной Федерации ездового спорта (IFSS) и Всемирной ассоциации по чистопородному ездовому спорту (WSA), адаптированными для России. Слежение за соблюдением правил и принятие решений осуществляются квалифицированными судьями международного класса. На всех видах соревнований строго соблюдаются национальные и международные права животных «англ. Animal welfare», в случаях, если права животных нарушаются, главный судья (или рейс-маршал гонки) может дисквалифицировать участника. Все команды каюры, управляющие упряжками, подают голосом, собак запрещено физически принуждать к действиям.

## Место проведения

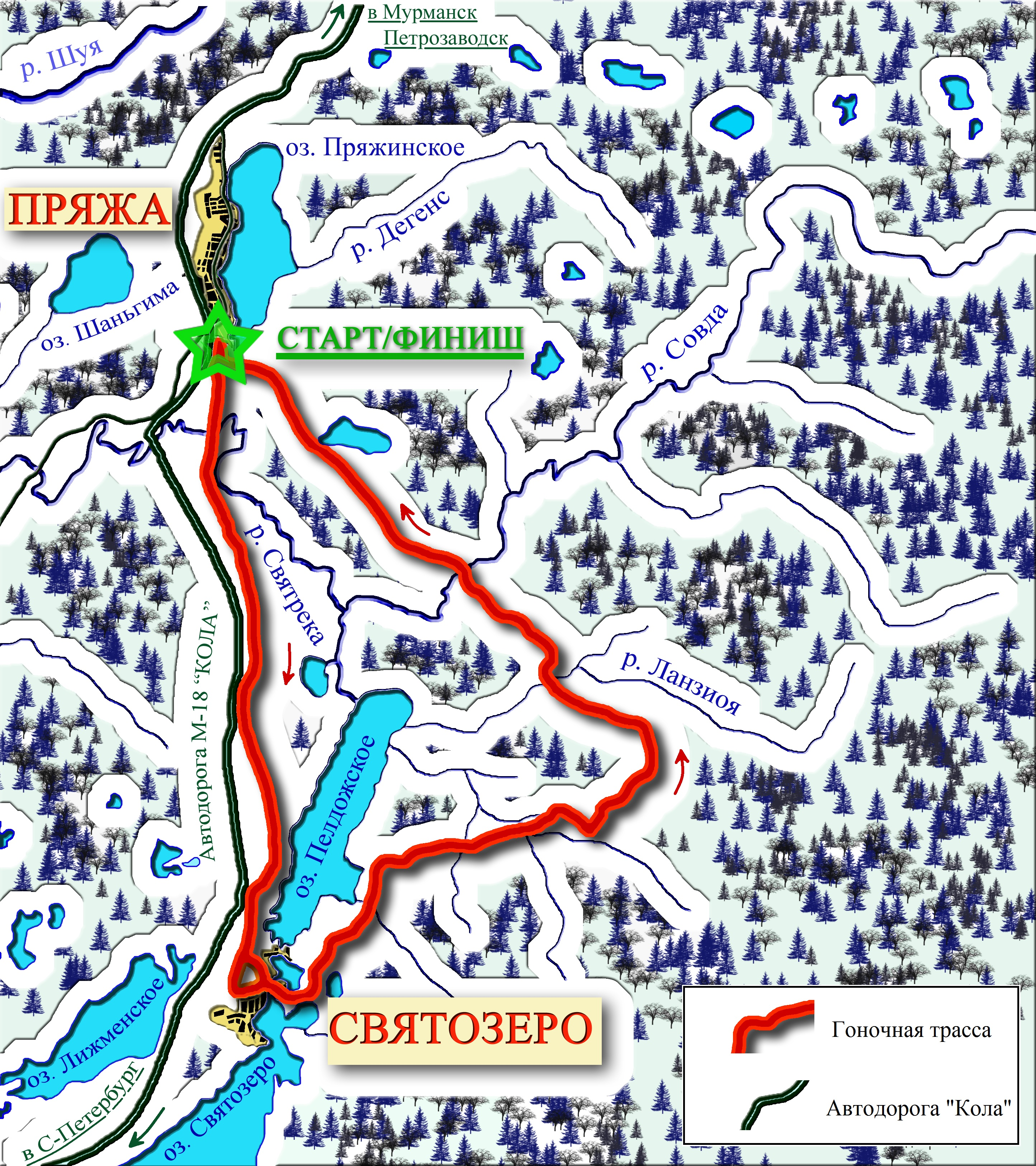
Схема трассы гонки в 2012 и 2013 гг

Соревнования на упряжках «По земле Сампо» проводятся в России в Республике Карелия на территории Пряжинского национального муниципального района. Расстояние от ближайшего крупного населённого пункта — столицы Карелии города Петрозаводска 43 км по федеральной трассе М-18 «Кола» в сторону Санкт-Петербурга. Расстояние до Санкт-Петербурга — 380 км. Гонка является кольцевой, поэтому старт и финиш гонки расположены в одном месте — в районном центре посёлке Пряжа на территории спорткомплекса. Маркированная по международным правилам проведения соревнований трасса проходит до населённого пункта Свя́тозеро и поворачивает обратно в Пряжу. В зависимости от погодных условий, положение трассы может меняться практически без изменения протяжённости и места старта и финиша.
В 2014 году гонка проводилась в городе Петрозаводск и его окрестностях. Старты и финиши упряжек средних дистанций, проведение состязаний на короткие дистанции и скиджоринг осуществлялись на территории лыжно-биатлонного комплекса «Курган». По словам организаторов, за три дня гонки мероприятие посетили около 35 тысяч зрителей.

### География и климат
Регион, в котором проводится гонка, расположен на севере России в южной части Республики Карелия в непосредственной близости от её столицы — города Петрозаводска. Климат мягкий континентальный с обильными осадками. Зима снежная прохладная, но чаще всего без сильных морозов. Данный климат и географическое положение дают преимущества Карелии для занятий зимними видами спорта и проведения соревнований международного уровня по сравнению с другими северными регионами России.

### Трассы
Основное требование к трассам — это безопасность для участников и собак. Они обладают достаточной шириной для беспрепятственного прохождения упряжек. Трассы не пересекают на одном уровне автомобильные и железные дороги, в населённых пунктах в местах пересечений с дорогами движение перекрывается и надёжно контролируется. Стартовый и финишный коридоры обладают достаточной шириной и длиной для беспрепятственного прохождения сразу двух упряжек одновременно. Разметка трассы выполняется соответственно международным правилам разметки гоночных трасс для собачьих упряжек. Путевые указатели и предупреждающие знаки также соответствуют принятому стандарту. Основная трасса подготавливается ещё в бесснежное время года, расчищается и выравнивается. По оценкам присутствующих на мероприятии специалистов, полярников и спортсменов, трассы гонки «По земле Сампо» соответствовали стандартам, были качественно подготовлены и были доступны как участникам, так и зрителям.

### Безопасность
В связи с международным и экстремальным статусом соревнования, большим количеством зрителей и спортсменов, а также обширной территорией, безопасность проведения соревнований осуществляется силами МЧС России, дежурят сотрудники скорой медицинской и ветеринарной помощи. Перемещение и парковка транспорта участников соревнований и зрителей контролируется нарядами ДПС. Помощь в проведении соревнований осуществляют добровольцы-волонтёры, большей частью учащиеся средних и высших учебных заведений.

## История

### Название гонки
В карело-финском эпосе, Сампо — единственный в своём роде чудо-предмет, обладающий магической силой, являющийся источником счастья, благополучия и изобилия (своеобразный рог изобилия). Чаще всего его представляют в виде мельницы, которая даёт муку, соль и золото в любых количествах.

## Первая гонка

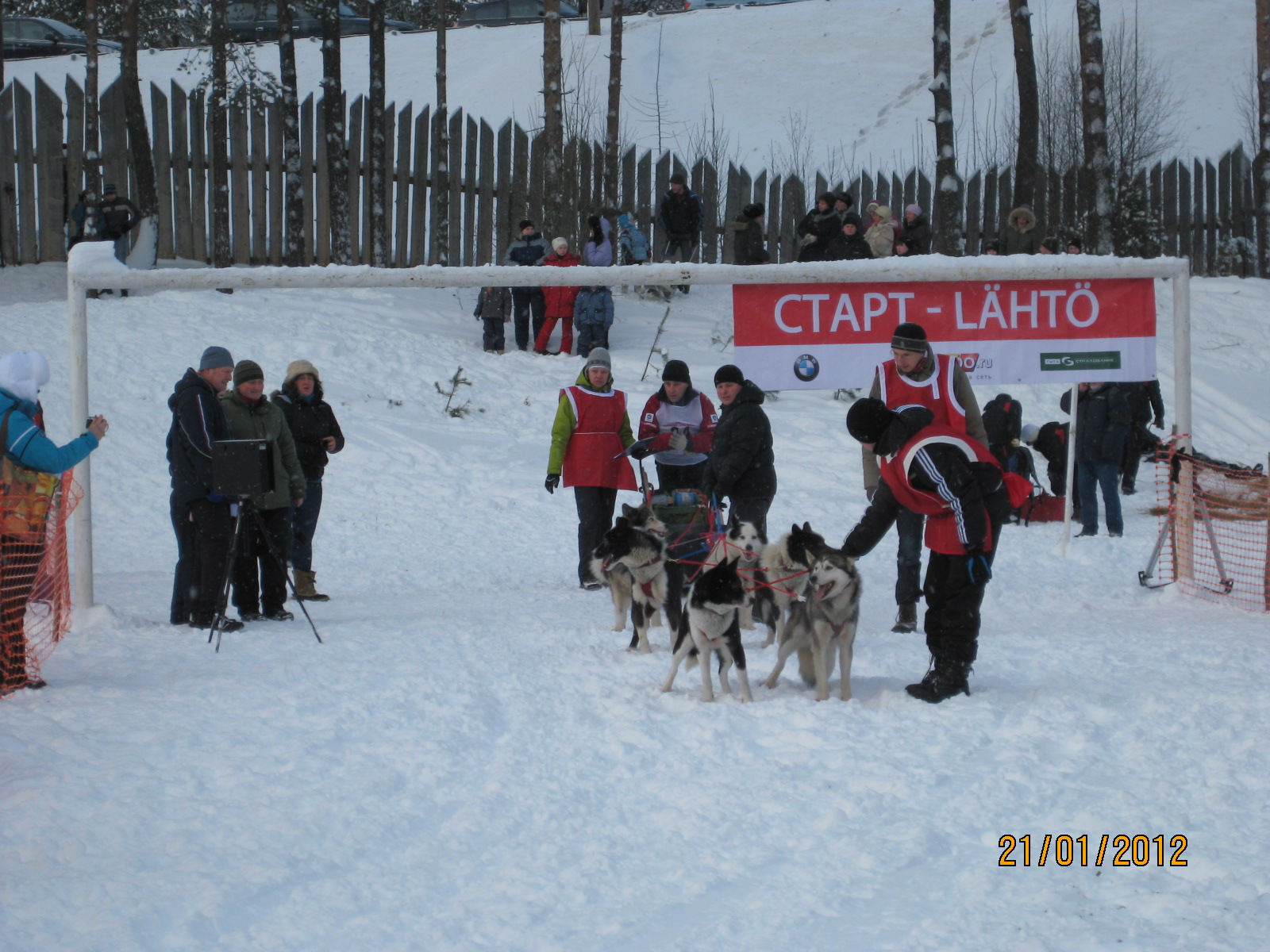
Старт в посёлке Пряжа

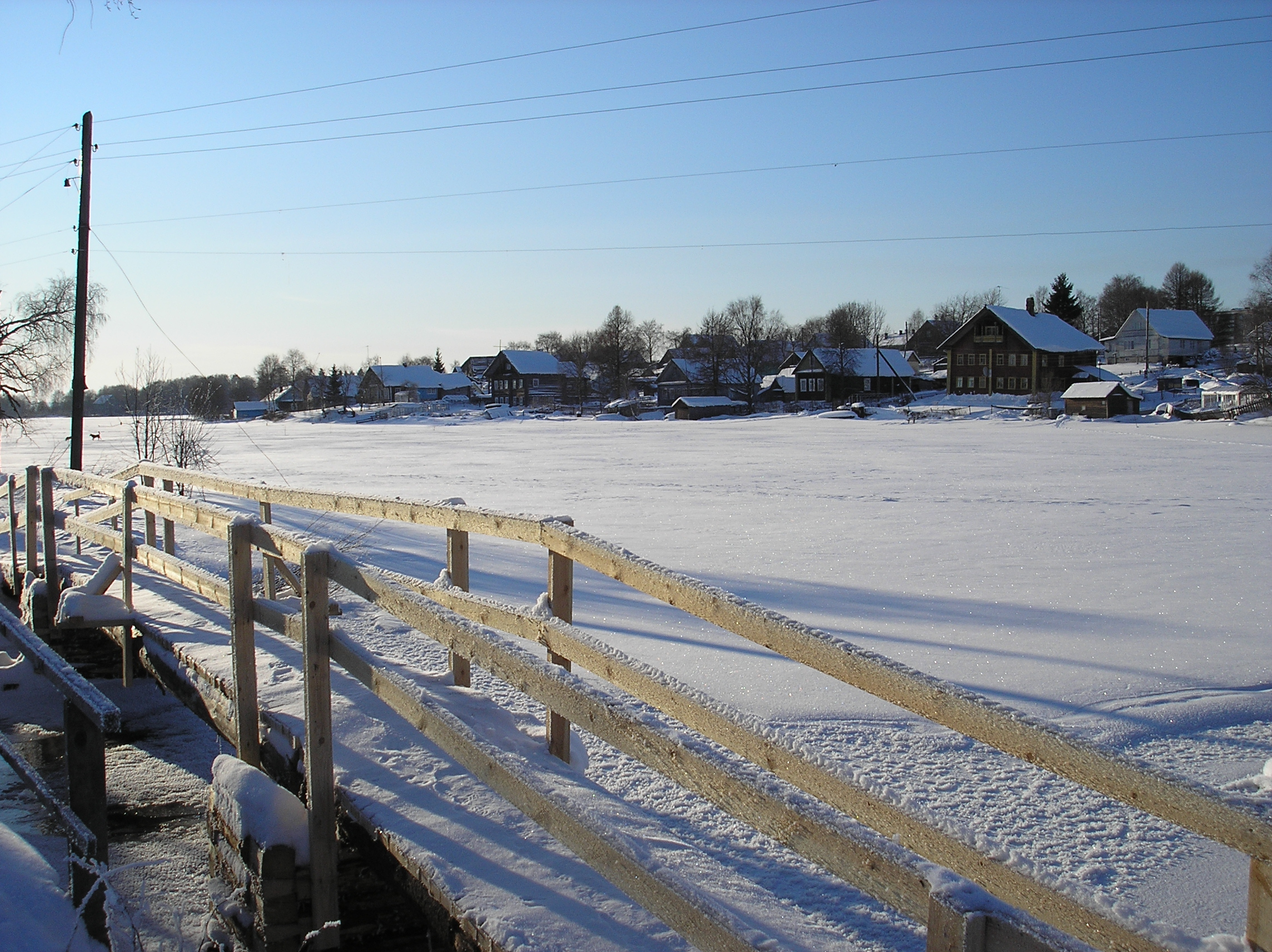
Святозеро

В первых соревнованиях в 2012 году, продолжавшихся два дня, проводилось четыре вида состязаний, в которых участие принимали сорок спортсменов и более ста собак. Гонка вызвала огромный интерес, как у спортсменов, так и у зрителей. Проведение гонки широко обсуждалось в сети Интернет, кинологических организациях и в региональных СМИ задолго до проведения первого соревнования. Трасса гонки является кольцевой, поэтому старт и финиш находятся в одном месте — на стадионе посёлка Пряжа, что позволило зрителям участвовать в празднике, специально организованном по этому поводу муниципальной районной администрацией. Праздник включал в себя развлекательную программу, выступления национальных музыкальных коллективов Пряжинского района и Республики Карелия, конкурсы с призами для зрителей, бесплатное катание детей на собачьих упряжках. В церемонии открытия гонки принимали участие известные путешественники России: Фёдор Конюхов, Виктор Боярский, а также представители администрации Республики Карелия.

### Дисциплины
- Скиджоринг — 1 собака (40+40 км)
- Упряжки — 6 собак (40+40 км)
- Упряжки — 8 собак (40+40 км)
- Любительские старты (Happy Dog) на 15 км

### Собаки
В соревнованиях принимают участие собаки северных ездовых пород: сибирские хаски, аляскинские маламуты, самоедские собаки, чукотские и таймырские ездовые, аляскинские хаски. Все собаки должны иметь ветеринарные документы установленного образца, пройти обязательный ветеринарный контроль перед стартом, для чистопородных заездов необходимо наличие у собак микрочипов.

## Этап Кубка Мира
19-20 января 2013 года в формате гонки «По земле Сампо» был проведён один из этапов Кубка Мира по гонкам на собачьих упряжках на средние дистанции. В соревнованиях принимали участники из России, Чехии, Прибалтики, Финляндии. Проведение соревнований инспектировал исполнительный директор Международной федерации ездового спорта (IFSS) француз Бернар Пепен. Приветственное письмо участникам гонки прислал Президент России Владимир Путин.

### Фотогалерея соревнований

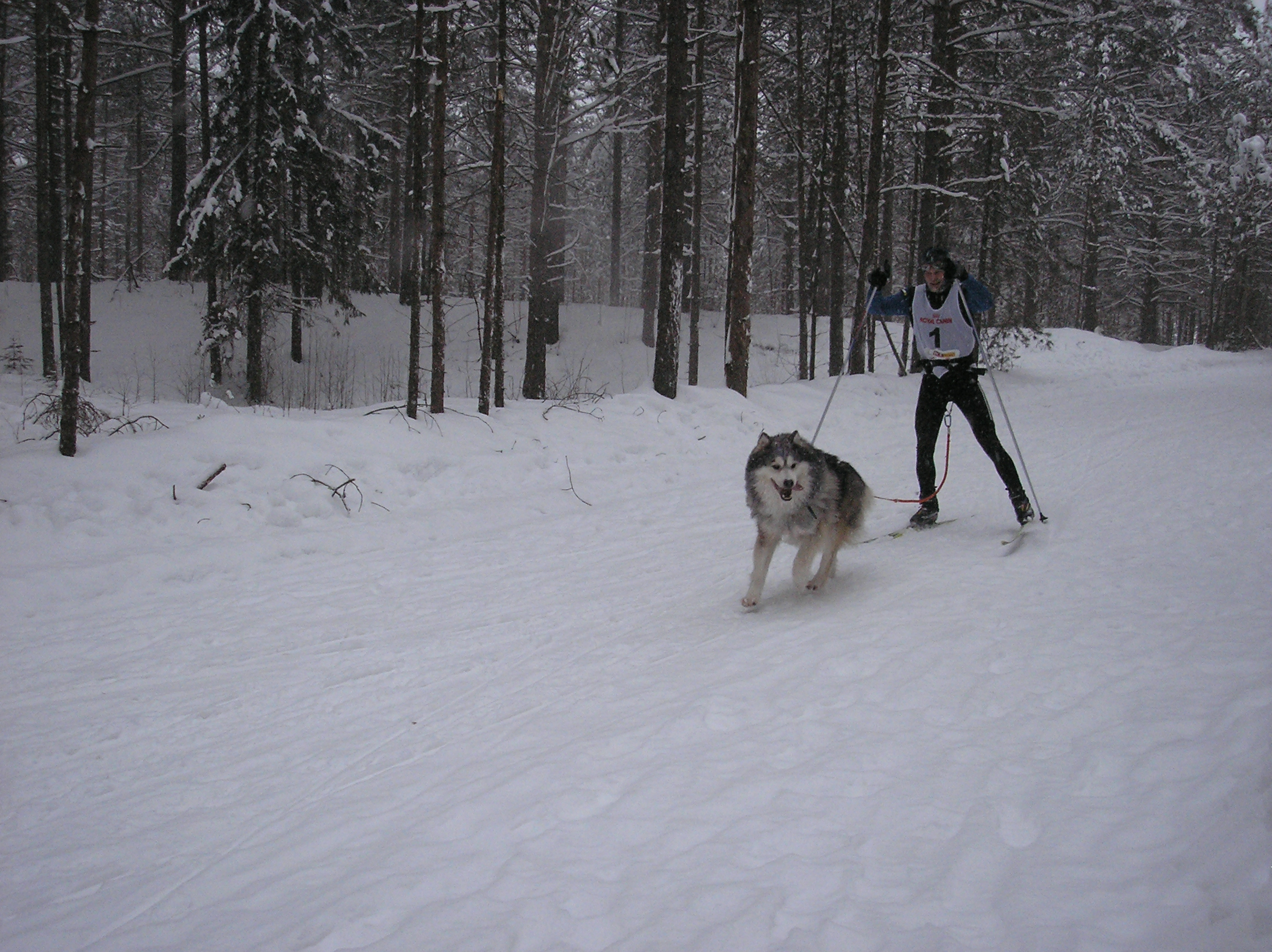
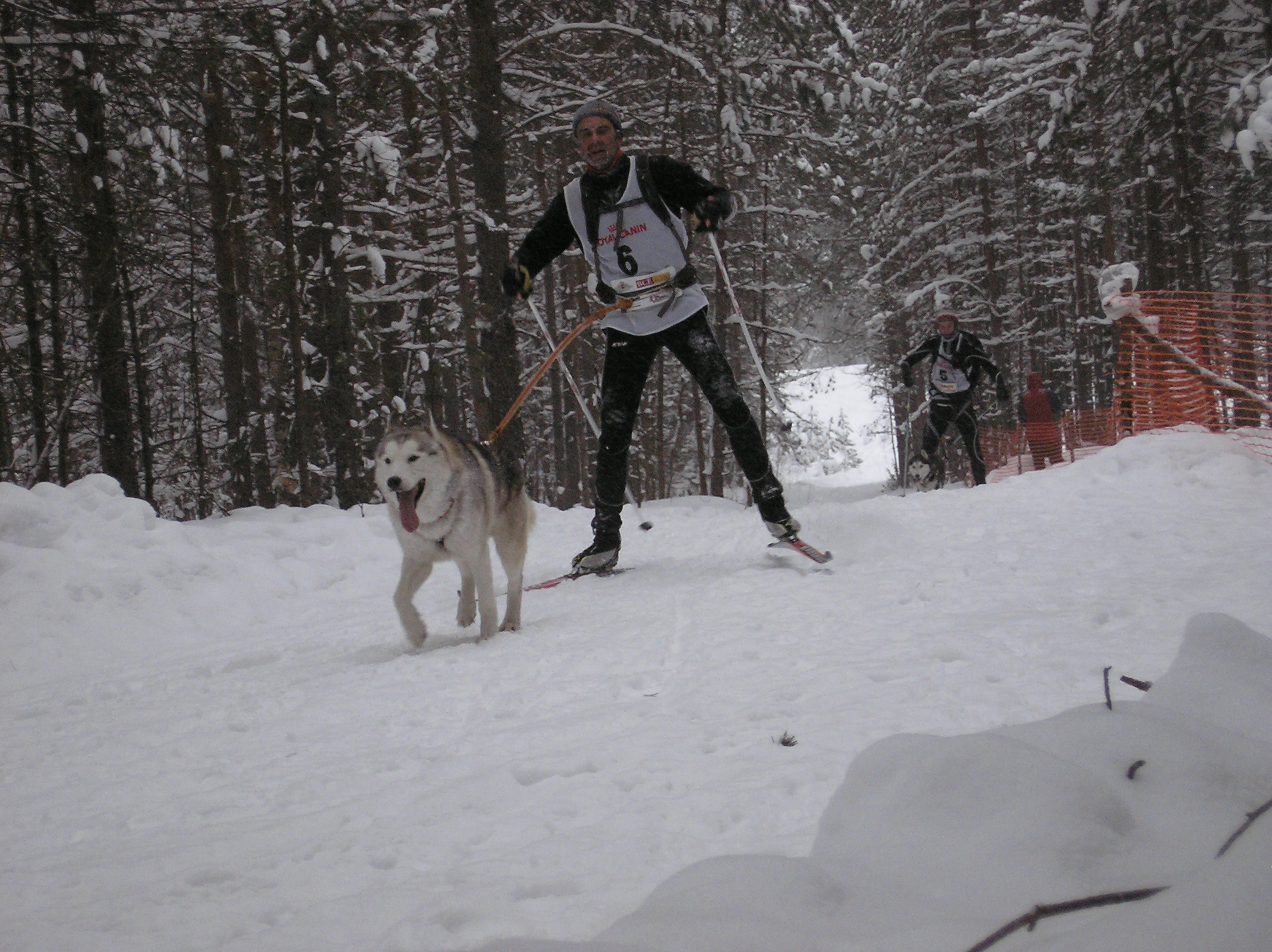
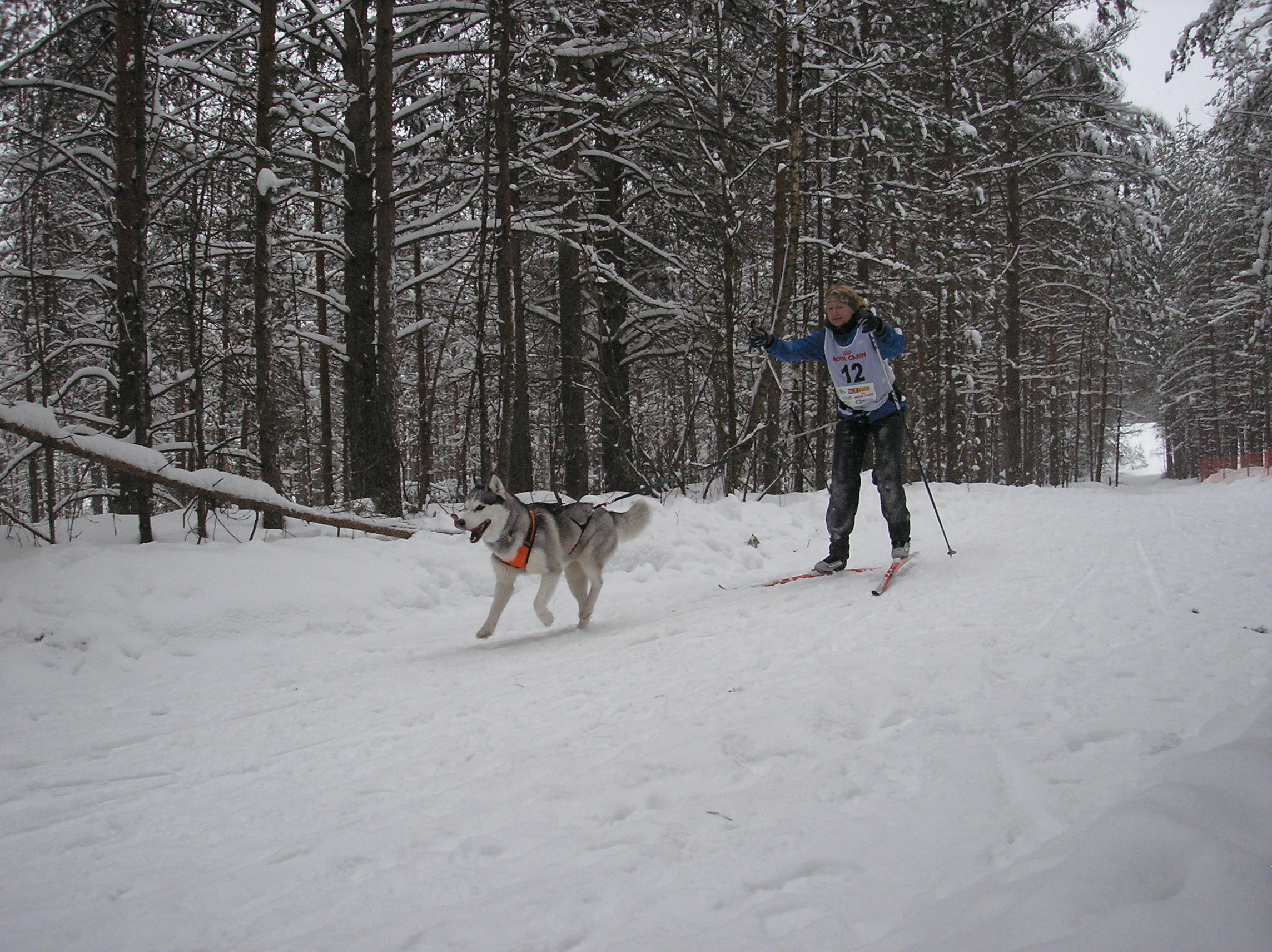
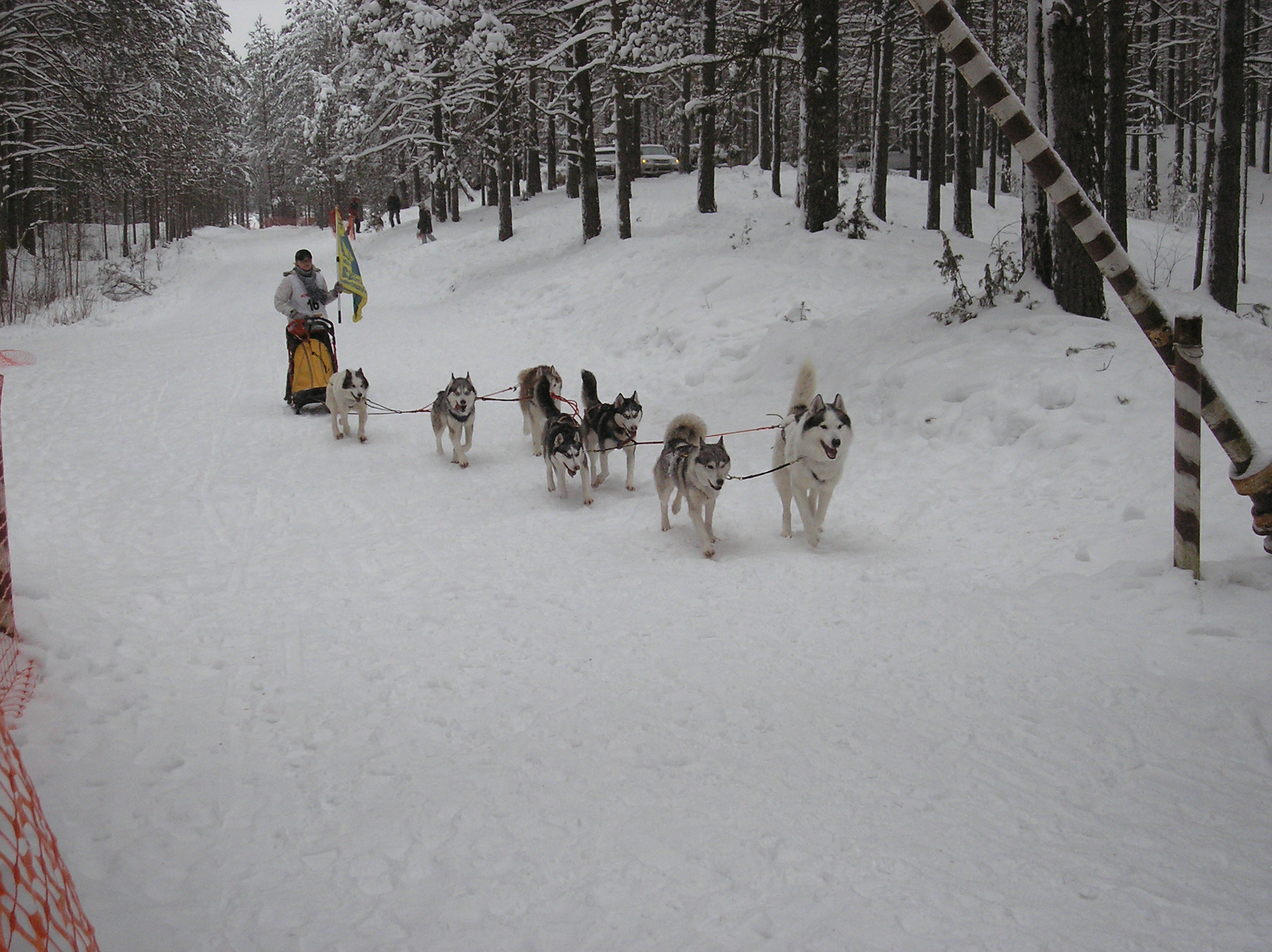
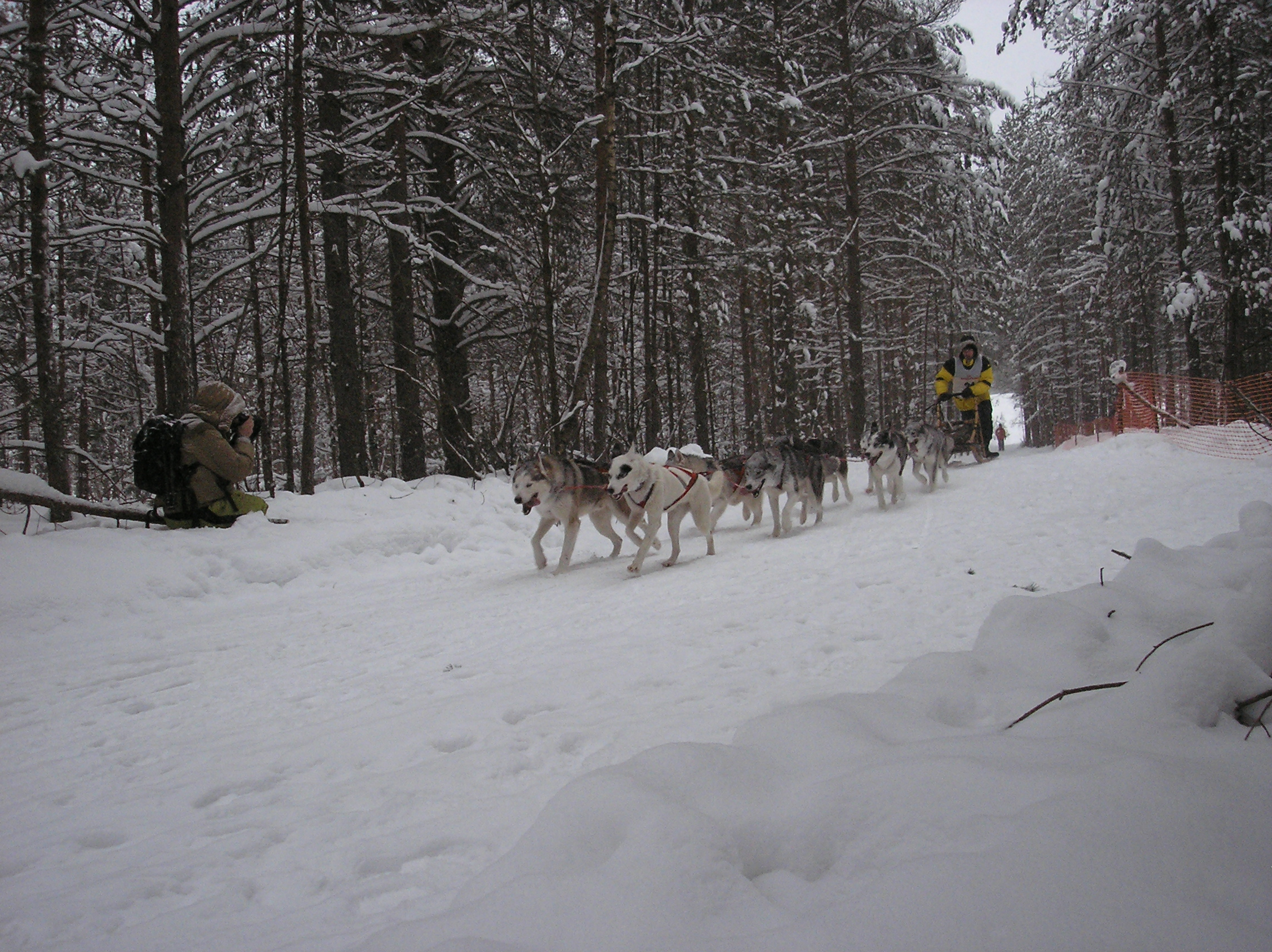
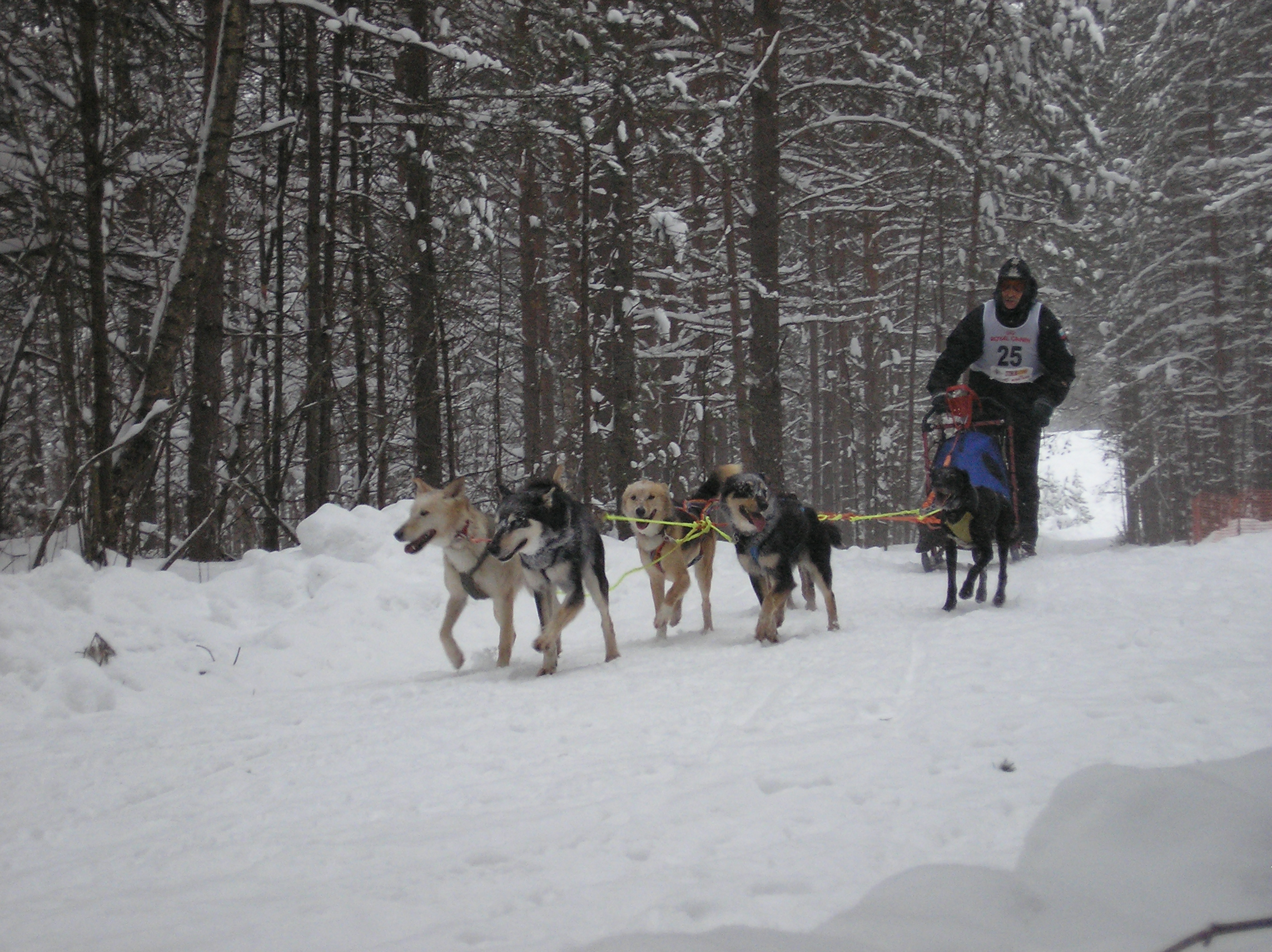